# Túmul allargat
Un túmul allargat o túmul llarg és un tipus de monument prehistòric que data de principis del neolític. Són túmuls o monticles de terra rectangulars o trapezoïdals considerats tombes col·lectives. A més, aquest tipus de túmuls són també típics d'algunes cultures del nord d'Europa del 1r mil·lenni ae: celta, eslava i bàltiques.

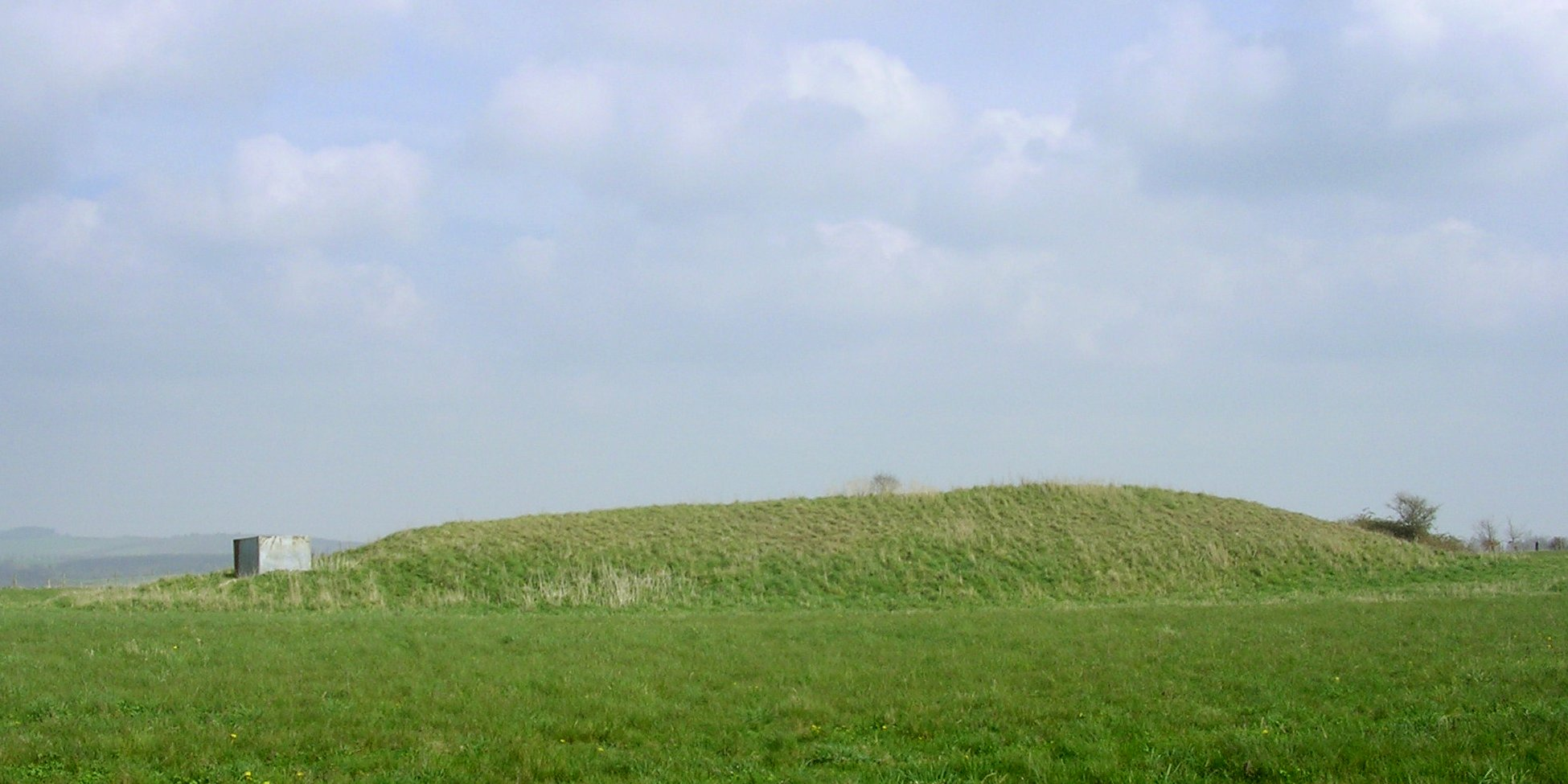
Túmul allargat amb les terres ben conservades, a Gussage Down, a l'àrea de Cranborne Chase de Dorset, Regne Unit

## Cambra i terra
El fet que un túmul allargat empràs fusta o pedra sembla dependre en gran manera de la disponibilitat d'aquests recursos.
Alguns dels túmuls allargats contenien cambres folrades de pedra a dins. Els arqueòlegs de principis de s. XX denominaren aquests monuments tombes amb cambra. Els arqueòlegs Roy i Lesley Adkins s'hi referiren com a túmuls allargats megalítics. En la majoria de casos, s'hi usà pedra local on era disponible. L'estil de la cambra es divideix en dues categories: una, coneguda com a grottes sepulchrales artificialielles en l'arqueologia francesa, s'excaven a la terra. L'altra, més estesa, es coneix com a criptes dolmèniques en l'arqueologia francesa i embolcallava la cambra que s'erigia sobre el sòl. Moltes cambres llargues contenien cambres laterals a dins, sovint en una forma cruciforme.[6] Altres no en tenien aquests buits laterals: es coneixen com a tombes indiferenciades.
El terme túmul allargat de terra l'encunyà l'arqueòleg britànic Stuart Piggott. Aquests túmuls allargats podien haver utilitzat fusta perquè la pedra no estava disponible.

## Túmuls allargats al Regne Unit
Al voltant de 300 se'n coneixen entre Escòcia i Anglaterra, amb més concentració dels monuments al sud i l'est d'Anglaterra. En altres indrets de les Illes Britàniques els pobles neolítics enterraven els morts en tombes megalítiques.
Les excavacions arqueològiques indiquen que la construcció del túmul de terra era l'última fase d'una seqüència complexa en relació amb el ritual d'inhumació dels morts de la societat britànica al voltant del 4000 i el 2400 ae. Molts túmuls allargats eren petits recintes rectangulars de bancs de terra coronats per una estacada de fusta (recinte mortuori). A dins es construïa una cambra funerària amb grans pals de fusta. De vegades s'hi construïa una gran entrada en fusta juntament amb un avinguda de pals. Les restes humanes es col·locaven en aquesta cambra. Rares vegades es troben esquelets complets i sembla que només els ossos llargs i cranis hi van sobreviure fins a la inhumació final.
Fins a cinquanta individus separats es disposaven als recintes: homes, dones i xiquets. Només hi ha restes limitades d'aixovar en aquest tipus d'enterraments col·lectius, malgrat la suposició que aquestes persones gaudien d'alt estatus. Envoltaven i cobrien les cambres amb cairns de grans pedres, o les incendiaven, com a Yorkshire. Només després d'aquests preàmbuls el túmul de terra es construïa sobre la part superior. El túmul era sovint molt més gran que el recinte mortuori originari i el material utilitzat procedia de rases excavades paral·leles als costats longitudinals del recinte. Alguns túmuls quan s'excavaren presentaven proves que els monticles estaven dividits per canyissos que no tenien, almenys de manera evident, finalitats estructurals.

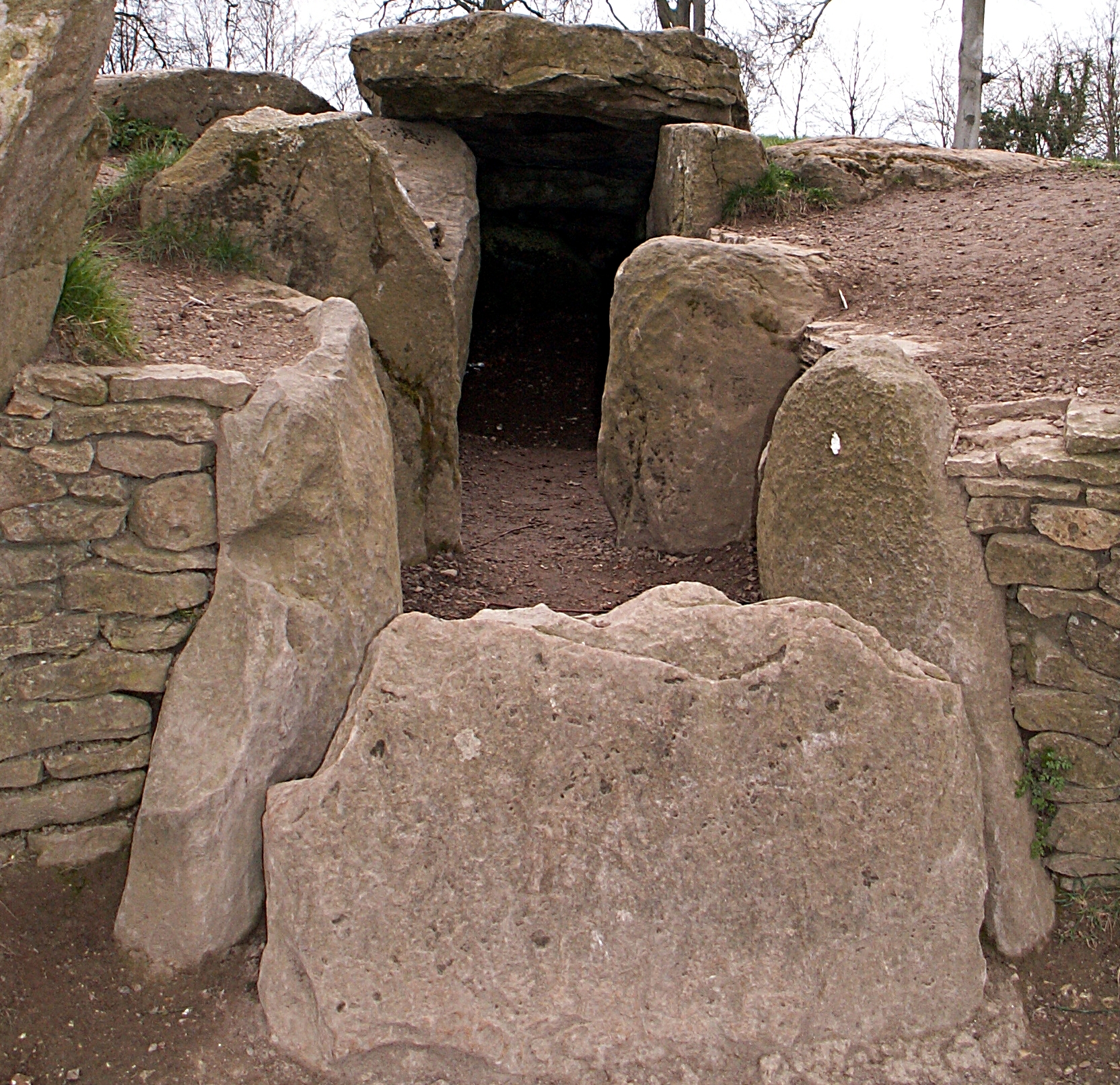
Pedres exposades de la cambra funerària del túmul allargat de Waylad's Smithy, Oxfordshire, Regne Unit

Un grup semblant n'és el dels túmuls allargats amb cambra, que contenen cambres funeràries de pedra, construïdes amb de lloses. Aquests túmuls poden venir d'una tradició distinta o indicar diferències en el disseny causades per la disponibilitat de materials a l'abast.
En molts casos, per l'exposició a la intempèrie i els efectes dels treballs agrícoles durant segles, juntament amb les excavacions dels principis de l'arqueologia i els saqueigs, han quedat només les parts de pedra de les cambres dels monuments, i pocs túmuls construïts en terra i fusta han pogut sobreviure sota la superfície. Altres, però, encara en són visibles al camp, com túmuls, de 15 i 125 m de llarg i fins a una alçada de 4 a 5 m.
La meitat dels túmuls de Gloucestershire, el 66% de Hampshire, el 80% de Lincolnshire i quasi tots els túmuls funeraris d'Essex han estat danyats. D'acord amb l'English Heritage les modernes tècniques de llaurança han fet tant de dany en les sis darreres dècades com la llaurança tradicional hi feu en sis segles.
S'ha suggerit que els túmuls allargats podrien derivar de cases comunals de fusta construïdes en el neolític al continent europeu per la cultura de la ceràmica de bandes, contemporània del Mesolític britànic. Els arqueòlegs, incloent-hi Ian Hodder, han assenyalat les semblances entre les dues formes, tot i que en un nombre significatiu de monticles allargats del sud d'Anglaterra es demostrà que tenien evidència d'enterrament en tots. Tradicionalment, aquestes estructures s'han interpretat com a "cases" mortuòries i els constructors de túmuls podrien haver continuat aquesta vella idea en el neolític i èpoques posteriors. En els túmuls que contenen quantitats apreciables de restes humanes, la seua concentració en una petita part de l'estructura global n'ha dut alguns a argumentar que el túmul allargat no era simplement un repositori per als morts, sinó també un monument general com un marcador territorial, un lloc d'ofrena religiosa i un centre comunitari. Alguns semblen haver-ne estat construïts sobre llocs d'ocupació preexistents, i això recolzaria aquesta interpretació. Els túmuls allargats amb cambra, però, semblen haver estat concebuts sobretot com a llocs d'enterrament.

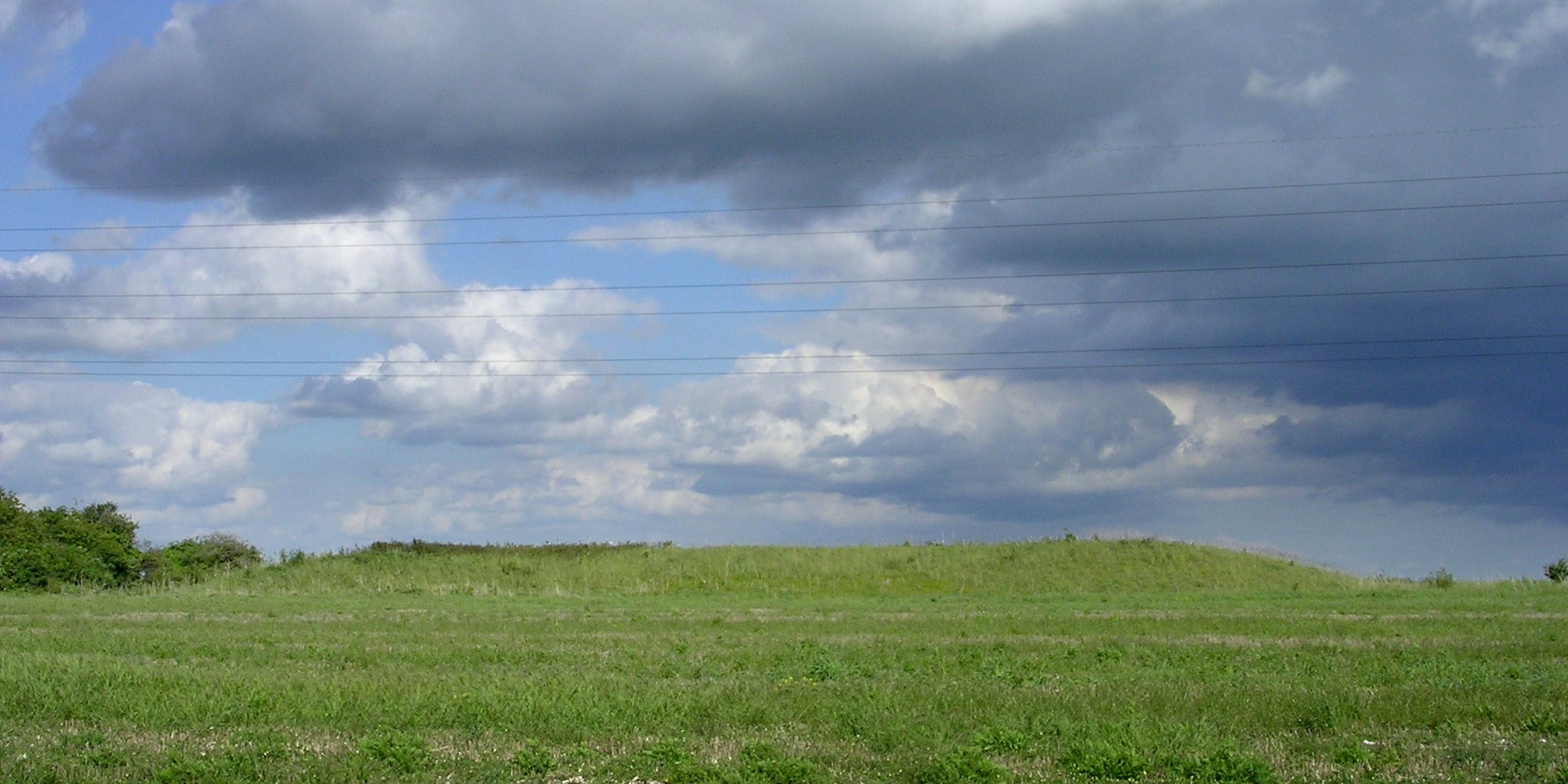
Grans Barrow a Toyd Down, Hampshire, Regne Unit. El promontori del túmul allargat té unes dimensions de 60 m de llarg, 20 d'ample i 2 d'alt

## Túmuls allargats en altres països

### Rússia
Birger Nerman excavà molts túmuls allargats dels Krivich, al municipi d'Izborsk, Rússia.

### Dinamarca
Gronsalen, a l'illa de Mon, és el túmul allargat més gran de Dinamarca.